# Молейнс, Уильям (умер в 1381)
Уильям Молейнс (англ. William Moleyns; умер в 1381) — английский рыцарь, владевший землями в Бакингемшире, Уилтшире и Оксфордшире с главной резиденцией в Стоук-Погесе. Сын сэра Джона Молейнса и Эгидии Модит. Заседал в парламенте как рыцарь графства. Был женат на Марджори Бейкон, в этом браке родился сын Ричард (умер в 1384), отец сэра Уильяма Молейнса. Некоторые писатели XIX века утверждают, что оба Уильяма носили баронский титул, но эти данные не соответствуют действительности: Молейнсов ни разу не приглашали в парламент как лордов.